# دانا جينينغز
دانا جينينغز (بالإنجليزية: Dana Jennings)‏ (1 أكتوبر 1957، نيوهامبشير في الولايات المتحدة)؛ روائي أمريكي.